# بادخورک‌سانان
بادخورک‌سانان یا پرستوسانان یا کوچک‌پاییان (نام علمی: Apodiformes) راسته‌ای از پرندگان هستند.
سه خانواده زنده از بادخورک‌سانان وجود دارد: بادخورکان ∗، بادخورکان درختی ∗ و مگس‌مرغان ∗.

## نگارخانه

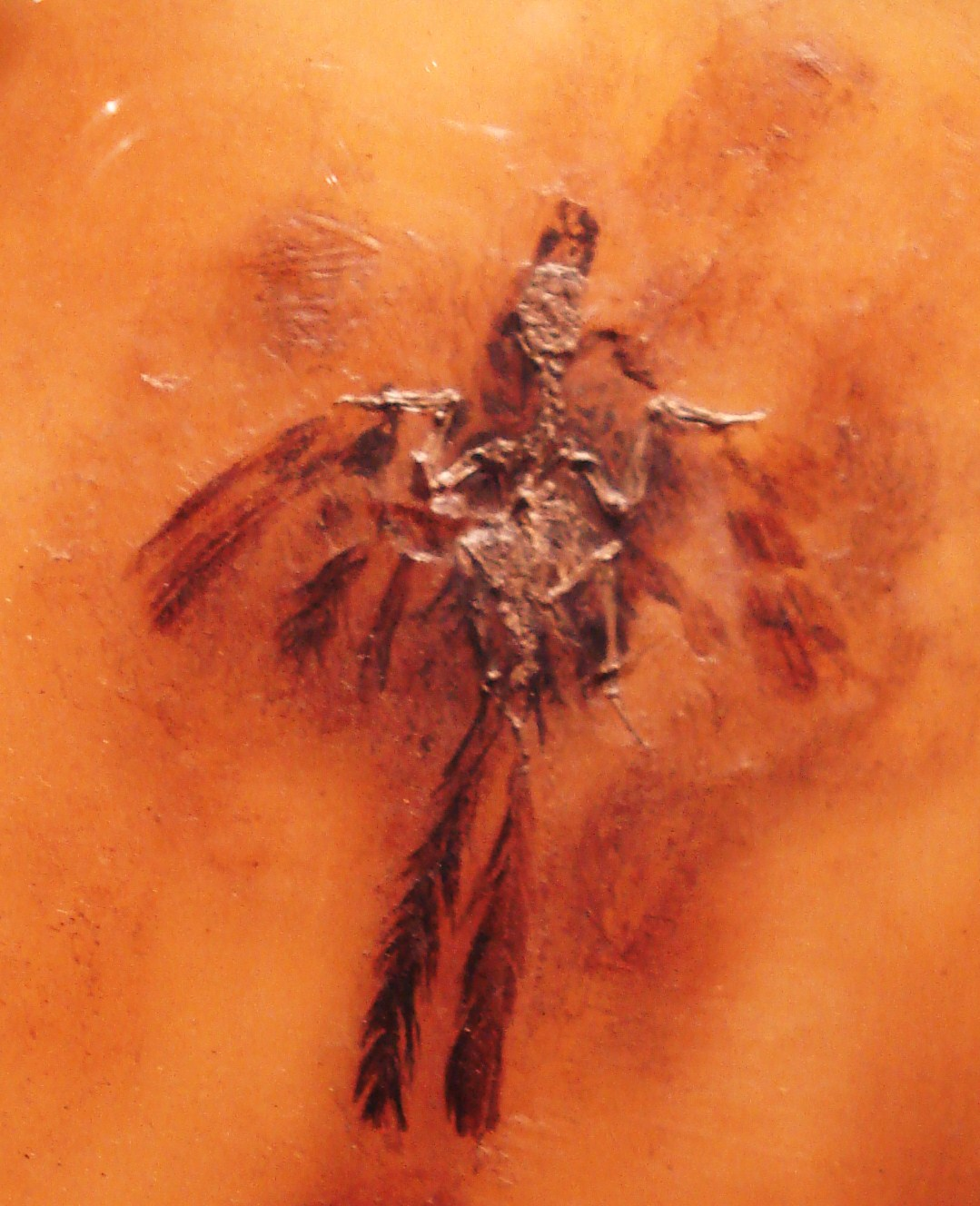